# CHI-CHI
CHI-CHI（チチ、치치）は、韓国の女性アイドルグループ。2011年3月にデビュー。トロフィーエンターテインメント所属。

## 概要
2011年3月18日に7人のグループでデビュー。グループ名の由来は、Creative electronic House Idolから作られた造語である。
2012年4月25日の日本デビューに合わせて、7人のグループから3人が脱退し、新たに1人が追加となり、5人のグループに再編成した。2012年1月26日から3月までタワーレコード渋谷店で直接会って話ができるという「渋谷CHI-CHIフェス」が3回開催された。

## メンバー

### 現メンバー
| 名前     | 本名                   | 生年月日      | 出身地       | 身長  | 体重 | 血液型 |
| -------- | ---------------------- | ------------- | ------------ | ----- | ---- | ------ |
| セミ     | パク・セミ（박세미）   | 1991年9月14日 | ソウル特別市 | 166cm | 45kg | A型    |
| アジ     | ペク・ソヨン（백서율） | 1992年9月30日 | 京畿道城南市 | 164cm | 44kg | O型    |
| ボルム   | イ・ボルム（이보름）   | 1993年9月20日 | 仁川広域市   | 168cm | 48kg | A型    |
| スイ     | キム・ソリ（김소리）   | 1994年10月5日 | 京畿道河南市 | 163cm | 42kg | B型    |
| シャイン | イ・シア（이시아）     | 1990年7月10日 | ソウル特別市 | 164cm | 45kg | A型    |

### 旧メンバー
- ナラ
- ジユ
- ピチ

## ディスコグラフィ

### 韓国
- デジタルシングル1集「장난치지마」（2011年3月18日）
- デジタルシングル2集「Longer」（2011年7月21日）
- デジタルシングル3集「Love is Energy」（2012年6月29日）

### 日本
- シングル「からかわないで !! -ジャンナンチジマ -」（2012年4月25日）[11]

## 出演
- 韓Chu（2012年3月26日・2012年4月2日、ホームドラマチャンネル）[12]

- ハッピーMusic（2012年4月27日、日本テレビ）[13]
- 韓流ファクトリー（2012年5月25日、BSテレビ東京）